# Gili Motang
8° 48′ S, 119° 48′ L
Gili Motang é uma pequena ilha do leste da Indonésia. Faz parte do grupo das Pequenas Ilhas da Sonda, que, juntamente com as Grandes Ilhas da Sonda a oeste, formam as Ilhas da Sonda.
A ilha, de origem vulcânica, tem aproximadamente 30 km² de área.
Abrigando uma população de cerca de 100 dragões-de-komodo, Gili Motang faz parte do Parque Nacional de Komodo. Em 1991, como parte do parque nacional, Gili Motang foi classificada como Património Mundial pela UNESCO.